# Musée du Haut-Richelieu
 (septembre 2024).
Le musée du Haut-Richelieu est un musée canadien, situé à Saint-Jean-sur-Richelieu au Québec. Ouvert en 1971, il est abrité dans un bâtiment datant de la seconde moitié du XIXe siècle ; ses collections regroupent plus de quinze mille objets de la région, notamment de nombreuses céramiques, celles-ci constituant l'un des secteurs dominants de l’économie du Haut-Richelieu à partir de 1840.

## Bâtiments
Le musée du Haut-Richelieu, situé au cœur du Vieux-Saint-Jean dans la ville de Saint-Jean-sur-Richelieu, au Québec est actif depuis 1971. Il est installé dans deux édifices fusionnés en 2003.
La partie avant du bâtiment date de 1858 et a été, aux XIXe et XXe siècles, un lieu de rassemblement majeur pour les citoyens de Saint-Jean-sur-Richelieu : bals, marché public, concerts, etc. La partie arrière a été construite en 1876 à la suite du grand feu qui, cette année-là, a ravagé une grande partie du centre-ville de Saint-Jean. Elle a accueilli les services de sécurité civile soit la caserne de pompiers et le poste de police. Aujourd’hui, cette section du musée est également connue sous le nom de « station de Pompe » et fait référence à la pompe à incendie Silsby qui y logeait. Le service incendie y a établi ses quartiers jusque dans les années 1950.

## Missions
Le musée a pour mission de conserver, mettre en valeur et contribuer aux recherches sur l'histoire et le patrimoine de la région du Haut-Richelieu ; il est particulièrement chargé de mettre en valeur la céramique et la poterie québécoise. 
Dans ce cadre, le musée organise depuis 2008 un Marché de potiers,.

## Collections
Les collections du musée sont constituées de plus de 15 000 objets de la région : 6 000 objets en céramique, 6 000 objets de nature ethnographique et plus de 3 200 photographies du fonds Pinsonneault.

### Céramique dans le Haut-Richelieu
Le musée contribue à la diffusion de l’histoire régionale et à la promotion de la céramique québécoise, ancienne et contemporaine. Le volet céramique occupe en effet une place d’importance dans l’histoire de la région puisque, à compter de 1840, la céramique est l’un des secteurs dominants de l’économie du Haut-Richelieu. De 1840 à 1940, la région de Saint-Jean et d’Iberville est même identifiée comme étant la capitale canadienne de la poterie.

## Expositions (sélection)
- 8 juillet - 25 octobre 2000 : La céramique québécoise des années 1930 à aujourd'hui[4].
- 1er septembre - 27 octobre 2005 : Des pots et des mains. 350 ans de céramique québécoise[5].
- mars-avril 2007 : La naissance de l'illustration pour la jeunesse[6].
- 20 mai - 15 août 2013 : Wanda Rozynska, Stanley Rozynski, au cœur de la céramique en Estrie[7].
- 15 septembre - 4 décembre 2016 :  Terre sacrée. Une rétrospective de l'œuvre de la céramiste Rose-Anna Monna.
- 10 mars - 7 mai 2017 : Quand la terre s’enflamme : une rétrospective de l’oeuvre de la céramiste Monique Bourbonnais-Ferron[8].
- 1er juin - 16 septembre 2018 : Canadian Potteries Limited/Crane Ltd. L’expertise en céramique industrielle.
- 27 septembre - 2 décembre 2018 : Carrie Derick. Le parcours d'une pionnière[9].
- 8 janvier - 27 janvier 2019 : Patrimoine d'eau.
- 8 février - 12 mai 2019 : Histoires d'entreprises - Ils ont nourri Saint-Jean.
- 24 mai - 1er septembre 2019 : Les arts de la table selon Goyer Bonneau. 50 ans de création.
- 13 septembre - 1er décembre 2019 : D'une rive à l'autre. La traversée de la rivière Richelieu au fil du temps[10].
- 16 septembre - 20 décembre 2020 : Perspectives passées. Saint-Jean-sur-Richelieu vu par les photographes du journal "Le Canada Français".
- 7 février - 30 août 2020 : Histoires d'entreprises. Les artisans du savoir-faire.
- 12 février - 16 mai 2021 : Histoires d'entreprises. Sur la voie des transports.
- 2 juin- 4 septembre 2022 : Aux racines du Haut-Richelieu. Trois siècles d’immigration.
- 13 juin - 29 septembre 2024 : Politique en images. Une nouvelle perspective sur notre histoire[11].